# IX Киля
IX Киля — звезда в созвездии Киля. Находится на расстоянии 7300 св. лет от Солнца.
Это красный сверхгигант спектрального класса M2Iab. Входит в состав звёздной ассоциации Киль OB1. Это одна из крупнейших известных звёзд, радиус которой в 920 раз больше солнечного. Светимость звезды в 133 000 раз больше солнечной, а температура её поверхности составляет 3650 K. Является полуправильной переменной звездой, видимая звёздная величина которой изменяется в интервале от 7,2m до 8,5m.